# Лукіна Серафима Фадеївна
Серафима Фадеївна Лукіна (18 липня 1923, с. Єлюккаси, Чуваська АО, СРСР — 13 лютого 2009, Канаш, Чувашія, Російська Федерація) — радянський тваринник, Герой Соціалістичної Праці (1966).

## Біографія
Народилася 18 липня 1923 року в селі Єлюккаси Чуваської автономної області (нині в Цивільському районі Республіки Чувашія у складі РФ).
З 14-річного віку працювала в колгоспі «Червоний флот». У 1939 році перейшла на Чуваську державну сільськогосподарську дослідну станцію (сел. Опитний Цивільського району). Працювала свинаркою, дояркою, а з 1943 по 1974 рік телятницею.
У 1960-ті роки вирощувала телиць для відтворення стада. Середньодобові прирости тварин її групи становили 700-750 грамів. До 18-місячного віку телиці досягали ваги 350-360 кілограмів. Вони своєчасно покривалися і йшли на комплектування племінного високоудійного стада. Окремі вирощені нею корови мали рекордну продуктивність — їх річні надої доходили до 5700-6300 кг молока жирністю 4,2-4,4 %. Померла 13 лютого 2009 року в м. Канаш.
Учасниця ВДНГ у 1957, 1967, 1969, 1977 роках, нагороджена медалями виставки.

## Родина
Виховувала 5 синів і 2 дочки.

## Нагороди
- За досягнуті успіхи в розвитку тваринництва Указом Президії Верховної Ради СРСР від 22 березня 1966 року присвоєно звання Героя Соціалістичної Праці
- Нагороджена медаллю «За доблесну працю у Великій Вітчизняній війні 1941-1945 рр.»
- Занесена в Почесну Книгу Трудової Слави та Героїзму Чуваської АРСР (26.10.1967)
- Нагороджена «Медаллю материнства» 1-го і 2-го ступенів,
- орденом «Материнська слава» 3-го ступеня